# PRONOM
|  | Per a altres significats, vegeu «PRONOM (desambiguació)». |

PRONOM és una base de dades en línia dels formats de fitxer electrònic existents i dels programes amb els quals es poden llegir i editar, desenvolupat pel Departament de Preservació Digital dels Arxius Nacionals del Regne Unit (Digital Preservation Department of the UK National Archives).

## Descripció
PRONOM va ser pensat inicialment per a donar suport en les tasques d'adquisició i conservació a llarg termini dels documents electrònics en poder dels Arxius Nacionals del Regne Unit, però aviat va ser posat a disposició de qualsevol persona que requereixi ajuda amb el problema de l'obsolescència del programari.
Està disponible de manera gratuïta i disposa de diferents tipus de cercador: Cerca simple, format de fitxer, PRONOM Unique Identifier (PUID), Programari, Proveïdor, Cicles de vida, Rutes de migració.
La primera versió es va desenvolupar al març del 2002 i la segona es va llançar al desembre del mateix any i proporcionava suport per al desenvolupament de versions multilingües dels registres. La versió 3, llançada al febrer del 2004, va representar el punt de partida per al seu desenvolupament com a recurs en línia d'interès per a la comunitat internacional de preservació digital.
PRONOM 4 es va llançar a l'octubre del 2005, i incorpora canvis i modificacions significatius per a permetre la captura d'informació tècnica detallada sobre els formats d'arxiu i per a donar suport a la futura interoperabilitat amb altres sistemes de registres. S'allibera el programari DROID per a la identificació automàtica del format d'arxiu.
La cinquena versió, desenvolupada el 2006, va ser una actualització menor, especialment pensada per a compatibilitzar les millores de DROID.
La versió actual de PRONOM és la 6.2, però s'està desenvolupant una nova versió de PRONOM de dades enllaçades (Linked Data PRONOM) que permetrà exposar, compartir i connectar dades a PRONOM.
La Coalició de Preservació Digital (Digital Preservation Coalition) va premiar el treball dels Arxius Nacionals del Regne Unit en el desenvolupament de PRONOM i DROID, atorgant-li el Premi Preservació Digital Arxivat 2016-04-03 a Wayback Machine. l'any 2007, patrocinat per ells.
Els Arxius Nacionals del Regne Unit disposen d'un formulari d'inscripció en línia a través del qual es pot contribuir amb nova informació a incloure a PRONOM.

## Riscs coneguts
- Error en enllaçar amb altres sistemes i processos
- Quantitat o qualitat de dades insuficient en recopilar informació
- Existència prèvia d'altres productes que poden realitzar les funcions primàries

## Objectius del projecte
Els objectius generals del projecte són desenvolupar un producte operatiu que:
- proporcioni informació autoritzada sobre els productes de programari, els cicles de vida i requisits tècnics dels seus suports i els formats de fitxer compatible
- doni suport en l'avaluació de riscs, identificant quines accions són més urgents
- proporcioni vigilància tecnològica, supervisant els canvis tecnològics, actualitzant els registres i els criteris d'avaluació de riscs
- avaluï l'impacte, supervisant els riscs del moment i quantificant l'impacte que representarà en la col·lecció
- generi vies de migració, identificant possibles rutes de migració a través de l'anàlisi dels registres i certificant les rutes proposades
- planifiqui la migració de formats, identifiqui i validi els objectes, i doni suport en l'extracció de metadades

Objectius desenvolupats en la fase 4:
- que la migració a la nova web de The National Archives sigui correcta
- que proporcioni una estructura de la base de dades millorada que inclogui disposicions per al registre d'informació tècnica referent al format de fitxer
- que inclogui el desenvolupament del primer servei associat a PRONOM

## Requisits[2]

### Funcionals
- el sistema s'ha d'ajustar a la versió actual de les Directrius de Desenvolupament i Ús, els programes que s'executen en el servidor han de ser compatibles amb Windows 2003 i SQL Server 2000, i els programes que s'executen en el client han de ser compatibles amb els navegadors Internet Explorer 5, Netscape Navigator 4, Safari 1.0, Firefox 0.9, Mozilla 1.0 i les seves versions posteriors. S'ha de complir amb les Directrius per llocs web marcades pel Govern del Regne Unit i amb la versió 6 d'e-GIF
- el programa ha d'anar acompanyat de les instruccions d'instal·lació i poder ser instal·lat pel mateix personal del The National Archives
- les dades han de ser emmagatzemades en una base de dades d'estructura reconeguda i la bbdd s'ha de poder exportar a un dels formats d'acord amb e-gif (com per exemple, XML o CSV)

### No funcionals
- interfície basada en un navegador web, intuïtiva i fàcil d'usar, i amb dos sistemes instal·lats (sistema mestre ubicat en una intranet i sistema públic ubicat en un servidor web)
- seguretat del sistema sol·licitant autenticació per a accedir a les pantalles d'administració, a través de nom d'usuari i contrasenya
- rendiment assegurat per a un centenar d'usuaris simultanis, tant en el sistema mestre com en els públics

### Millores obligatòries instaurades a partir de la versió 4
- s'ajusta l'aparença de la interfície a l'estil del web de The National Archives, el qual ha de proporcionar orientació i plantilles
- s'amplia i es remodela la base de dades per a permetre el registre d'informació detallada dels formats de fitxer, segons la versió revisada PRONOM 4
- es prepara un informe de viabilitat, per a valorar:

1. la possibilitat de traslladar-se a una base de dades més flexible i orientada a l'objecte
2. la possibilitat de desenvolupar un mecanisme de cerca que funcioni amb tots els components tècnics
3. la possibilitat de divulgar PRONOM a través de la interfície d'un servidor web
4. la possibilitat d'eliminar una base de dades i els programes dependents, i moure'ls a un sistema “loosely-coupled”

- millores quant a les pestanyes de cerca:

1. permet fer cerques per nom de format, tant dels fitxers com dels productes compatibles, i
2. permet fer cerques per PUID, presentant els resultats (PUID, nom del format i versió del format) en XML, CSV o versió d'impressió
3. inclou cerca avançada (cerques booleanes)
4. s'afegeix una cerca per nom i tipus de materials d'emmagatzematge
5. a més de per proveïdor, permet fer cerques per desenvolupadors i mantenidors dels formats de fitxer, programari, maquinari i material d'emmagatzematge
6. la pestanya “cicles de vida” inclou les cerques per període d'assistència i data de llançament, i permet la cerca per format del fitxer, programari, maquinari i material d'emmagatzematge
7. es combina la cerca de productes que són o no compatibles
8. es combinen les cerques per data de llançament i per llançament dins d'un tram
9. totes les pantalles de cerca han de seguir els estàndards de The National Archives

- millores quant a informes:

1. els resultats de les cerques mostren el PUID, el nom del format i de la versió, i cada columna enllaça a informació rellevant de l'informe del format de fitxer
2. es crea un nou informe sobre els formats de fitxer per a mostrar el registre detallat per format de fitxer
3. es modifiquen les etiquetes dels formats de fitxer escrit i llegit de l'informe de producte perquè cada nom de format s'enllaci a informació rellevant del format de fitxer
4. es crea un informe de resultat de la cerca per material d'emmagatzematge per mostrar el nom i la versió del material, i el nom del proveïdor, i s'enllaçarà a informació rellevant
5. es crea un informe detallat del material d'emmagatzematge per mostrar el registre detallat de cada mitjana d'emmagatzematge
6. el resultat de la cerca per format de fitxer i per material d'emmagatzematge, i els seus informes detallats, es podran guardar en XML, CSV i versió d'impressió

- s'actualitza el sistema d'ajuda per a incloure les noves pantalles de cerca i d'informes, i es proporciona ajuda contextual
- millores quan a les eines de vigilància tecnològica:

1. es desenvolupa una nova eina de vigilància tecnològica per informar sobre l'obsolescència del format de fitxer
2. proporciona alertes quan els elements de l'entorn tècnic necessari per accedir a un format d'arxiu (per exemple, productes de programari) deixen de ser compatibles
3. proporciona la descripció de l'estat actual del format de fitxer i quan detecta canvis en aquest, l'eina de vigilància tecnològica envia automàticament un correu electrònic a les adreces que té definides
4. permet demanar un informe sobre l'estat actual de tots els formats de fitxer i/o d'aquells que tenen un estat de vigilància tecnològica concret (en XML, CSV i versió per a imprimir)
5. cada vegada que canviï l'estat de vigilància tecnològica d'un format de fitxer, es generarà un informe automàtic en format XML i també un informe automàtic sobre l'estat actual de vigilància tecnològica de tots els format de fitxer en format XML

- millores quan a eines d'identificació:

1. es desenvolupa una aplicació JAVA per a identificar automàticament el format de fitxer, utilitzant signatures registrades a PRONOM
2. l'aplicació permet a l'usuari navegar per qualsevol sistema d'arxius accessible des de l'ordinador on l'aplicació estigui instal·lada, i seleccionar un o més d'un fitxer per a identificar, podent eliminar-los de la llista posteriorment
3. la llista mostra en un quadre de text, el nom complet del fitxer, i permet triar si es visualitza o no el nom de ruta
4. s'identifica automàticament el format de fitxer i el resultat de la identificació es mostra fitxer a fitxer (per exemple, “Identificat”, “Provisional”, “No Identificat”)
5. els detalls complets (PUID, format, versió) es mostren en quadre de text independent, vinculats al fitxer corresponent
6. els resultats de la identificació es poden guardar en format XML, CSV i versió per a imprimir
7. es comprova automàticament i a intervals definits per l'usuari, la pàgina web de PRONOM per a actualitzar i descarregar els arxius
8. l'usuari pot configurar el mecanisme d'actualització en termes de temps, servidor Proxy i autenticació
9. quan és necessari, The National Archives genera arxius de signatura actualitzats, disponibles per a descàrrega en la pàgina web de PRONOM

- l'automatització de la presentació de nova informació permet importar de manera automàtica els missatges de correu electrònic a PRONOM, marcant-los com a pendents de verificar i no permetent que siguin visibles públicament
- el sistema és compatible amb la vinculació d'enllaços d'hipertext a informes detallats a una biblioteca de documents compatibles. Aquests documents s'emmagatzemen en format RTF o PDF

## Eines

### DROID (Digital Record Object Identification)
Eina de programari creada per The National Archives, per a reconèixer els formats dels objectes digitals. Està desenvolupada en llenguatge JAVA i es pot utilitzar com a interfície de programació d'aplicacions (API). Creada com a eina per a facilitar l'exploració directa del registre PRONOM, permet tractar llistes de fitxers, identificar els fitxers segons el seu PUID i exportar els resultats com arxiu CSV.
Està disponible sota llicència de codi obert.

## Serveis

### PUID (PRONOM Persistent Unique Identified)
Proporciona identificadors persistents, únics i inequívocs per als documents registrats a PRONOM.
Creada per a pal·liar les deficiències dels descriptors MIME types en el projecte PRONOM, permet distingir entre versions i subformats, però encara no hi ha PUIDs per a tots els tipus de fitxer que existeixen, especialment els de vídeo i àudio.
Un PUID es compon de dos elements, el tipus de PUID i l'identificador real. El primer identifica la classe d'informació de representació a que es refereix l'identificador, i on cada identificador és únic dins d'aquesta classe.

## Projectes externs relacionats

### JHOVE (JSTOR/Harvard Object Validation Environment)
Eina JAVA desenvolupada per la Universitat Harvard. Permet la identificació automàtica, la validació i la caracterització d'una ‘amplia gamma de tipus d'objectes digitals. Disponible sota llicència GNU Lesser General Public. Disponible la versió beta per a descàrrega

### NLNZ (National Library of New Zealand Metadata Extractor)
Eina desenvolupada per la Biblioteca Nacional de Nova Zelanda. Basada en llenguatge JAVA, permet extreure les metadades de preservació i guardar-les en format XML. Disponible gratuïtament per a descàrrega

### Digital Formats for Library of Congress Collections
El lloc web de la Biblioteca del Congrés recull informació tècnica sobre els formats de fitxer rellevants per a la seva col·lecció digital, per tal d'informar de les seves decisions en preservació. Inclou factors que poden afectar la sostenibilitat dels formats a llarg termini

### COPTR (Community Owned digital Preservation Tool Registry)
Iniciativa per a classificar el coneixement de la comunitat de preservació digital en un sol lloc, organitzada per la Fundació Open Preservation (OPF). Descriu eines útils per a la preservació de la informació digital a llarg termini

### PANIC (Preservation webservices Architecture for Newmedia, Interactive Collections and Scientific Data)Arxivat2016-04-08 aWayback Machine.
El projecte PANIC, del Distributed Systems Technology Centre de la Universitat de Queensland, desenvolupa un servei de conservació semi-automatitzat de dades científiques, que permetrà el seguiment a les col·leccions d'arxiu, donar suport a la presa de decisions sobre les accions de preservació i aplicar el servei de preservació més adequat, utilitzant serveis web i la web semàntica

### DCC (Digital Curation Centre)
Institució del Regne Unit que lidera a nivell mundial les experiències relacionades amb el tractament i la preservació digital de la informació. Proporciona assessorament especialitzat i suport pràctic en la gestió, tractament, emmagatzematge, protecció i compartiment de la informació digital